# Estreptòfits
Els estreptòfits (Streptophyta) són formalment una subdivisió o subfilum que inclou dues classes: Charophyceae, que conté l'ordre Charales (Charophyta sensu stricto), i Embryophyceae, que conté els embriòfits (plantes terrestres), briòfits i les plantes vasculars.
El terme Streptophyta, formalment un terme per a una divisió botànica o filum, també indica un subregne i es fa servir per a incloure els embriòfits tant com alguns ordres d'algues verdes (classe Charophyceae) prèviament incloses en la divisió Charophyta.

## Estreptobionts
Els estreptobionts (Streptobionta) (Kenrick & Crane 1997), són un subregne que inclou les algues verdes filamentoses o parenquimatoses i totes les plantes terrestres. Aquest grup no és comunament reconegut en les classificacions tradicionals i se'l considera un sinònim taxonòmic dels estreptòfits.

### Algunes característiques del subregne Streptobionta
- L'arquitectura del citoesquelet consisteix en una banda ampla i plana de microtúbuls.
- El fus acromàtic està descobert, ja que durant la mitosi es dissol l'embolcall nuclear.
- Pèrdua de l'estigma i del rizoplast en les cèl·lules espermàtiques.
- Seqüències del gen d'ARN ribosomal (rRNA).